# Инграмма (дианетика)
Ингра́мма (лат. engram) — в саентологии и дианетике это умственный образ прошлого опыта, который производит отрицательное эмоциональное воздействие в личной жизни. Понятие является псевдонаучным и отличается от используемого в когнитивной психологии термина «энграмма», хотя различие это существует лишь в русском языке и не всегда учитывается в переводе.
В 1952 году, после того, как на основе дианетики возникла саентология, концепция очищения инграмм стала центральной частью доктрины, практикуемой Церковью саентологии.

## История создания
Термин «энграмма» был введён в оборот немецким биологом Ричардом Симоном в начале XX века, который определил её как «впечатление от стимула», которое может порождать повторение «энергетического возбуждения, сопутствующего возникновению энграммы». Концепция Симона была повторно использована Л. Роном Хаббардом, когда он опубликовал в 1950 году дианетику. Он определил инграмму как форму «следа в памяти». По словам доктора Джозефа Винтера, врача, который консультировал Хаббарда во время написания им Дианетики, Хаббард использовал термин «инграмма» из Медицинского словаря Дорлана 1936 года издания, где она была определена как «стойкая отметка или след… В психологии это прочный след, оставленный в психике; скрытая картинка памяти». Хаббард первоначально использовал термины «Норн», «comanome» и «препятствие», прежде чем наткнуться на «инграмму», которую предложил ему Винтер.
Концепция Хаббарда об инграммах с течением времени значительно видоизменилась. В книге «Дианетика: Современная наука душевного здоровья» он определил «инграмму» как «след, оставленный раздражителем на протоплазме ткани», что довольно близко к определению словаря Дорлана. Позднее Хаббард отказался от идеи, что инграмма является физической клеточной памятью, определив её как «мысленную картину образа момента боли и бессознательности».

## Критика

### Псевдонаучность гипотезы об инграммах
В 1959 году было проведено исследование, призванное экспериментальным путём установить достоверность гипотезы Хаббарда об инграммах. Группой исследователей под руководством доктора Элвина Дэйвиса в присутствии Хаббарда был проведён эксперимент, в условиях которого, по утверждениям Хаббарда, сделанным в „Дианетике“, якобы должна сформироваться инграмма. Однако ничего подобного так и не произошло.
Экспериментаторы в присутствии Хаббарда и его доверенных лиц произвели эксперимент с участием добровольца. Человеку ввели 0,75 грамм пентотала натрия, после чего тот потерял сознание; когда группа убедилась, что испытуемый без сознания, все вышли из помещения. В помещение вошёл доктор Лейбовит и стал вслух зачитывать 35 слов из заранее выбранного отрывка из физики, при этом производя болевое воздействие на испытуемого, сдавливая ему кожу между пальцами ног. Эксперимент записывался на видео- и аудиоплёнку.
Через два дня после имплантации инграммы объект исследования и два одитора вновь прибыли в университет. Испытуемого одитировали в присутствии двух экспериментаторов. В течение двух часов одитинга так ничего добиться и не удалось. До того одиторы утверждали, что на извлечение этой инграммы уйдёт совсем немного времени. После этой неудачи было решено продолжить опыты вне стен университета: по задумке, после того как одиторы смогут добиться какого-то результата, они должны будут произвести запись результатов опыта на плёнку, чтобы затем сравнить с записью во время эксперимента».
Примерно через два месяца был получен первый доклад, содержащий 31 час одитинга. После сравнения с экспериментальной записью выяснилось, что ни одна из приведённых фраз из доклада не имеет даже близкого отношения не только к фразам, но и даже к теме, содержащейся в экспериментальной записи.
После получения первого промежуточного результата к ноябрю 1959 года учёные решили продолжить исследование, и впоследствии получили множество дополнительных отчётов с сессиями одитинга, ни одна из которых так и не увенчалась успехом.
Итог: гипотеза о существовании инграмм так и не нашла экспериментального подтверждения.

### Одитинг (очищение от инграмм)
Главнейшей целью, поставленной Хаббардом перед последователями дианетики и саентологии, является очищение от всех инграмм, в результате чего те якобы обзаведутся сверхспособностями, достигнув т. н. уровня  «клир». Однако научные исследования свидетельствуют об обратном: в Нью-Йоркском университете (School of Education, New York University) экспериментальным путём было доказано, что «дианетический одитинг», который, по словам Хаббарда, избавляет адептов от «инграмм» и тем самым якобы наделяет тех сверхспособностями в виде повышения интеллекта, математических способностей и т.п., в действительности не приносит никакого результата в отношении заявленных целей. При этом другой вид «одитинга», так называемый «саентологический одитинг», и вовсе может оказаться потенциально опасным для психики и здоровья человека, что отражено в медицинской экспертизе группы Андерсона, а также комплексной социально-психологической экспертизе Е. Н. Волкова, и в заключении комплексной медицинской экспертизы ГНЦ социальной и судебной психиатрии имени В. П. Сербского.